# Нанаймо-Таун 1
Нанаймо-Таун 1 (англ. Nanaimo Town 1) — індіанська резервація в Канаді, у провінції Британська Колумбія, у межах регіонального округу Нанаймо.

## Населення
За даними перепису 2016 року, індіанська резервація нараховувала 360 осіб, показавши скорочення на 4,5%, порівняно з 2011-м роком. Середня густина населення становила 1 783,1 осіб/км².
З офіційних мов обидвома одночасно володіли 5 жителів, тільки англійською — 355. Усього 15 осіб вважали рідною мовою не одну з офіційних, з них усі — одну з корінних мов.
Працездатне населення становило 49,1% усього населення, рівень безробіття — 22,2%.

## Клімат
Середня річна температура становить 9,9°C, середня максимальна – 20,6°C, а середня мінімальна – -1,7°C. Середня річна кількість опадів – 1 126 мм.
| Клімат поселення                              | Клімат поселення | Клімат поселення | Клімат поселення | Клімат поселення | Клімат поселення | Клімат поселення | Клімат поселення | Клімат поселення | Клімат поселення | Клімат поселення | Клімат поселення | Клімат поселення | Клімат поселення |
| Показник                                      | Січ.             | Лют.             | Бер.             | Квіт.            | Трав.            | Черв.            | Лип.             | Серп.            | Вер.             | Жовт.            | Лист.            | Груд.            |                  |
| Середній максимум, °C                         | 8,20             | 9,50             | 11,19            | 13,60            | 16,92            | 19,71            | 20,30            | 20,61            | 17,73            | 13,11            | 9,02             | 6,60             |                  |
| Середня температура, °C                       | 3,26             | 4,57             | 6,24             | 8,67             | 12,01            | 14,77            | 17,20            | 17,51            | 14,63            | 10,02            | 5,93             | 3,51             |                  |
| Середній мінімум, °C                          | −1,65            | −0,37            | 1,30             | 3,74             | 7,09             | 9,83             | 14,11            | 14,43            | 11,55            | 6,93             | 2,84             | 0,42             |                  |
| Норма опадів, мм                              | 177              | 118              | 112              | 64               | 51               | 43               | 26               | 34               | 39               | 102              | 177              | 183              |                  |
| Середньомісячна швидкість вітру, м/с          | 3.59             | 3.43             | 3.60             | 3.50             | 3.39             | 3.39             | 3.26             | 2.96             | 2.73             | 3.05             | 3.62             | 3.71             |                  |
| Середньомісячна сонячна радіація, кДж/м²·день | 3034             | 5818             | 9893             | 14893            | 18746            | 19985            | 21100            | 18073            | 13091            | 7108             | 3538             | 2389             |                  |
| --------------------------------------------- | ---------------- | ---------------- | ---------------- | ---------------- | ---------------- | ---------------- | ---------------- | ---------------- | ---------------- | ---------------- | ---------------- | ---------------- | ---------------- |
| Джерело:                                      |                  |                  |                  |                  |                  |                  |                  |                  |                  |                  |                  |                  |                  |